# 柯一正
柯一正（1946年2月10日—），台灣新浪潮導演之一，臺灣反核人士，嘉義縣人，世界新聞專科學校（現稱世新大學）電影編導科畢業、美國加州好萊塢哥倫比亞電影學院電影碩士。柯一正為臺灣著名之電影、電視廣告、電視劇、藝術監督兼演員，曾經擔任世新大學與中國文化大學講師，現任紙風車文教基金會董事長，曾是時代力量主席團成員。柯一正的兒子為臺灣演員柯宇綸。
他的代表作為1982年執導的第一部電影《光陰的故事》（第三段：「跳蛙」），藉由電影巧妙地批判臺灣當時的社會現狀，開啟臺灣新電影風潮。此外，1997年的實驗性電影《藍月》將劇本寫成紅、橙、黃、綠、藍五本，電影放映師可以隨意排列組合播映，會產生120種不同的橋段、氣氛與故事軸，但影片播畢仍是一部完整的電影。柯一正自己坦言，這種變化多端的影片架構象徵著生命的無常。

## 生平簡歷
1981年和楊德昌、宋存壽等導演參加由張艾嘉製作的臺視《十一個女人》系列劇集，負責執導其中〈快樂的單身女郎〉、〈去年夏天〉兩部作品。同年他以實驗電影《迷林》獲得第4屆獎勵優良影像創作金穗獎，當年的得獎者尚包括蔡明亮、萬仁、麥大傑等人。
翌年他執導電影《光陰的故事》之第三段「跳蛙」，片中流露強烈的社會意識與誠懇的觀察眼光，開啟臺灣電影新浪潮。在1997年的實驗性電影《藍月》中，他依劇本拍成紅、橙、黃、綠、藍五部短片，電影放映師可任意排列組合播放，而產生120種不同的橋段、氣氛與故事軸，但組合起來仍是一部完整的電影。
除此之外，柯一正也執導過不少電視劇、電視廣告、舞台劇等。其電視廣告代表作為李立群主演之柯尼卡軟片電視廣告「拍誰像誰，誰拍誰誰都得像誰」篇，該句廣告標語在當年蔚為流行。至於電視劇的部分，他執導過公共電視人生劇場之《溫泉家鄉》（1995年）、《萬人情婦》（2000年）；也嘗試拍攝涉及女同志議題的臺視影集《逆女》，獲得2001年第36屆金鐘獎最佳單元劇導演（導播）獎。除了執導，他同時也參加演出，譬如萬仁導演的《油麻菜籽》（1983年）、《超級大國民》（1995年）等電影。
1992年他開始跨足舞台劇，與李永豐、羅北安等人創立紙風車劇團和綠光劇團，編導《月菊》、《求證》等作品，並與劉知容、羅北安共同編導《領帶與高跟鞋》、《台北秀秀秀》等，並參與《結婚？結昏！》、《人間條件》、《青春小鳥》（與吳念真合作的作品）、《愛情沸度八度半》、《關漢卿和他的女人》、《火炬三部曲》等舞台劇的演出。
2000年柯一正也為布袋戲電影《聖石傳說》中的青陽子一角擔任華語版配音工作；2001年他與侯孝賢、朱天文、廖慶松、黃文英等人成立臺灣電影文化協會 （页面存档备份，存于），為推廣電影教育而努力。
2015年榮獲臺北電影獎卓越貢獻獎。為紀錄片灣生回家擔任配音工作。

## 社會運動

### 被依公共危險罪約談
2012年曾和導演戴立忍、陳玉勳、作家駱以軍、吳乙峰與愛亞等60位藝文界人士組織快閃反核活動，於總統府前凱達格蘭大道上排人字呼「我是人，我反核」口號，全程約30秒，後來被台北市政府警察局依公共危險罪約談。

### 參與「憲法133實踐聯盟」社運
2013年8月14日，柯一正與作家馮光遠、環保法律人文魯彬、作家南方朔、音樂人林生祥、國立清華大學榮譽退休教授彭明輝等發起「憲法133實踐聯盟」，推動罷免「曲從馬意、違反民意」的立法委員，以促進台灣民主深化，讓代議士知道民主不是只有4年1次的選舉，罷免更不是只寫在《憲法》第17條與第133條的空話。聯盟發表「公民罷免運動聲明」，指出馬英九無能還到處放火，上任後不僅633跳票，執政無方導致經濟疲弱，不思國營事業改革，卻悍然堅持油電雙漲，無視民生疾苦。這個政權以野蠻的態度回應人民理性的訴求，以粗暴的權力踐踏台灣的民主自由，罔顧民間反對聲浪，護航危害後世未來的恐怖核四，背棄基本誠信，縱容土豪強奪民地，黑箱作業急忙密簽禍國殃民的服貿協議，馬政權根本是一個無法被文明說服的獨裁寡頭。只有具體的行動，才能矯正這個政權的傲慢偏差！但因罷免總統門檻太高，將發動從各選舉區罷免馬系立委下手。

### 參與「太陽花學運」社運
2014年3月，導演柯一正訴求：對府院回應學生訴求「完全不滿意」，並認為，國會若因抗爭事件有損失，應該全民共同分攤，因為學生爭民主，那是更重要的東西。

### 參與「青鳥行動」社運
2024年5月，導演柯一正到立法院場外聲援公民團體抗議國會改革法案黑箱，他上台助講時提到，當年黃國昌曾經只睡2小時，就起身說要繼續開會，為了民主奮鬥的樣子讓他相當感動，但如今黃與10年前判若兩人，有人問他為什麼不罵黃國昌，他說：「因為我沒辦法罵一隻大陸的狗」。

## 健康問題
2005年、2006年柯一正連續接受健康檢查時，糞便出現潛血反應，經醫生仔細檢查發現他的升結腸有6公分腫瘤，於是開刀割除17公分的腸子與取出兩顆膽結石。

## 演出作品

### 電影
- 1983年：《油麻菜籽》
- 1984年：《安安》
- 1985年：《青梅竹馬》
- 1986年：《小祖宗》
- 1986年：《福德正神》
- 1990年：《三個女人的故事》
- 1990年：《阿嬰》
- 1990年：《花祭》
- 1991年：《情定威尼斯》
- 1995年：《超級大國民》
- 1996年：《麻將》
- 1997年：《一隻鳥仔哮啾啾》
- 2000年：《沙河悲歌》
- 2000年：《運轉手之戀》
- 2000年：《Bad Boy特攻》
- 2001年：《自由門神》
- 2001年：《傀儡天使》
- 2002年：《殺人計劃》
- 2004年：《大選民》
- 2007年：《奇妙的旅程》
- 2010年：《老徐的完結篇》
- 2011年：《茱麗葉》
- 2011年：《10+10-海馬洗頭》
- 2013年：《總鋪師》
- 2013年：《聯婚－跨海大車拼》
- 2013年：《世界第一麥方》

### 電視劇
- 1998年：《星座女人系列之金牛座》飾 趙仁宇
- 2001年：《流氓教授》飾 柯正義
- 2002年：《金水嬸》
- 2003年：公視人生劇展《箱子》飾 徐奕平
- 2003年：公視人生劇展《載我回甲仙》
- 2003年：台視《美夢成真》
- 2004年：台視《台灣百合》飾 齊父
- 2004年：公視《風中緋櫻》阮醫師
- 2005年：《浪淘沙》
- 2008年： 公視人生劇展《桔醬的滋味》
- 2009年：《那一年的幸福時光》
- 2012年：《你是春風我是雨》
- 2016年：《幸福不二家》
- 2018年：《20之後》飾演 小靜爺爺
- 2023年：《人選之人-造浪者》飾演 翁仁雄
- 2025年：《零日攻擊》飾演 宋崇仁總統
- 2025年：《我的陽過阿公》飾演

## 執導作品

### 電影 導演
- 1982年：《光陰的故事》第三段「跳蛙」
- 1983年：《帶劍的小孩》
- 1984年：《我愛瑪麗》
- 1986年：《我們都是這樣長大的》
- 1986年：《我們的天空》（又名：《淡水最後列車》）
- 1991年：《娃娃》
- 1997年：《藍月》
- 2008年：《爆米花》（短片）

### 電視劇 導演
- 2001年：《逆女》
- 2021年：《孟婆客棧》

## 獎項紀錄
| 年份   | 獲提名                                             | 獎項                                              | 結果 |
| ------ | -------------------------------------------------- | ------------------------------------------------- | ---- |
| 1981年 | 《迷林》                                           | 第4屆獎勵優良影像創作金穗獎                       | 獲獎 |
| 1997年 | 柯尼卡軟片電視廣告「拍誰像誰，誰拍誰誰都得像誰」篇 | 臺灣省文藝作家協會頒發之第22屆中興文藝獎章電影獎  | 獲獎 |
| 2001年 | 《逆女》                                           | 第36屆金鐘獎最佳單元劇導演（導播）獎              | 獲獎 |
| 2001年 | 《逆女》                                           | 第35屆休士頓國際影展銀雷米獎（Silver Remi Award） | 獲獎 |
| 2001年 | 《逆女》                                           | 2001年芝加哥國際影展迷你影集銀徽章獎等            | 獲獎 |
| 2009年 | 《老徐的完結篇》                                   | 第32屆金穗獎一般作品個人單項表現獎-最佳男演員     | 獲獎 |

## 外部連結
- 柯一正的Facebook專頁
- 臺灣大百科全書：柯一正 （页面存档备份，存于）
- 財團法人紙風車文教基金會 （页面存档备份，存于）
- 柯一正在互联网电影资料库（IMDb）上的資料（英文）
- 在AllMovie上柯一正的頁面（英文）
- 柯一正在香港影庫上的簡介
- 柯一正在豆瓣上的资料（简体中文）
- 柯一正在时光网上的簡介（简体中文）
- 柯一正在台灣電影網上的資料（繁體中文）